# HP Slate 7

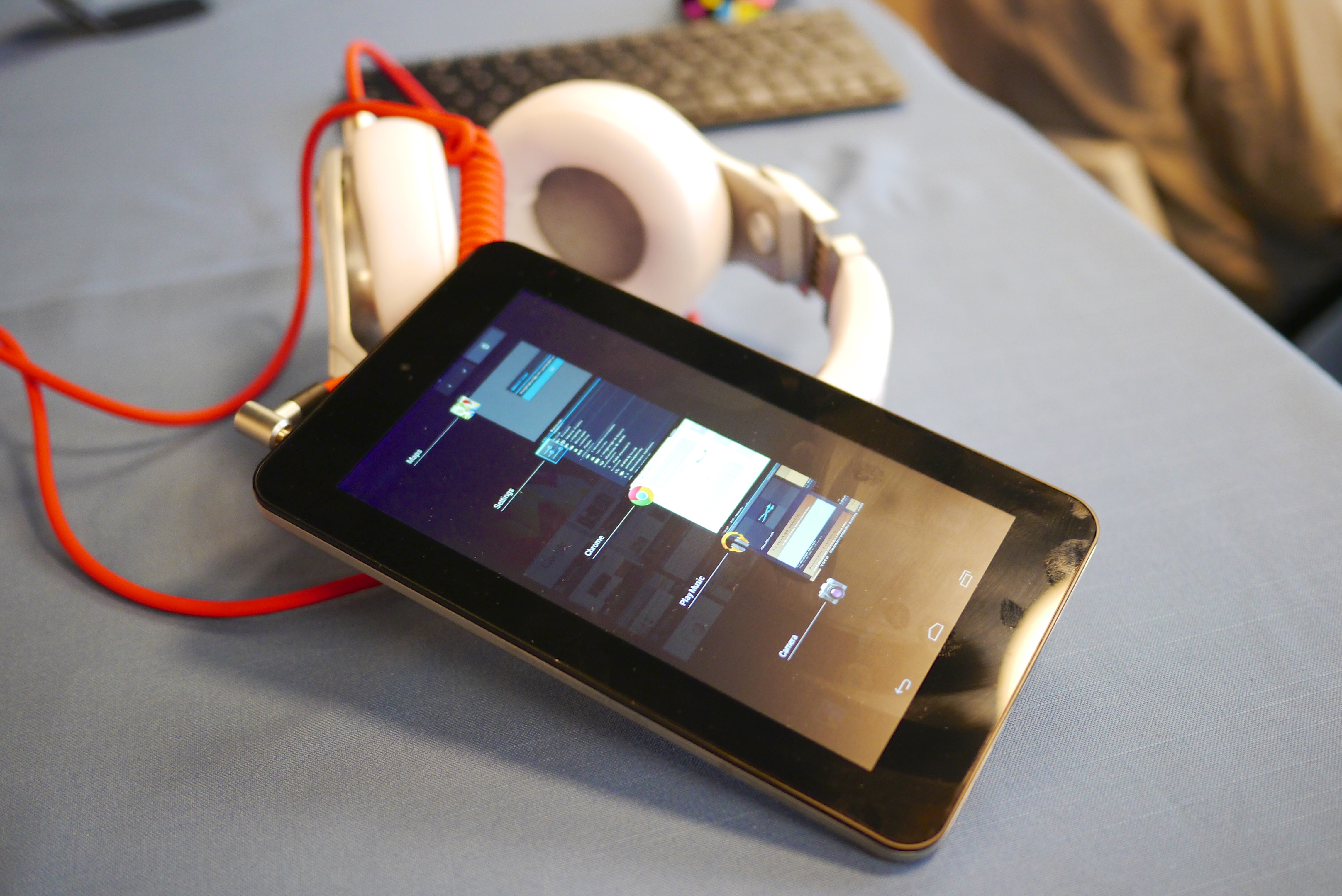
Tablette tactile HP Slate 7

Le HP Slate 7 est une tablette tactile d'entrée de gamme de Hewlett-Packard, sortie le 1er mai 2013 en France.

## Système d'exploitation
La Slate 7 utilise Android 4.1, sans surcouche, à l'exception de l'application HP ePrint, permettant d'imprimer avec la tablette.
Omar Javaid, responsable du produit, a déclaré qu'il serait possible d'installer webOS, à condition que cela soit supporté par la communauté webOS.

## Réception du produit
Les pixels utilisés étaient rectangulaires et non carrés, ce qui provoquait des déformations d'images. Les critiques ont également visé l'alimentation trop faible, un affichage peu lumineux, et une durée de vie de la batterie trop courte par rapport aux autres tablettes en vente à mi-2013. Globalement, le produit souffre de plusieurs faiblesses, mais reste à un prix abordable de 150 €,,,.